# Andrej Šeban
Andrej Šeban (ur. 23 czerwca 1962 w Bratysławie) – słowacki muzyk oraz producent jazzowy.
Jest absolwentem muzykologii na Uniwersytecie Karola. W ciągu swojej kariery współpracował z wieloma muzykami krajowymi i zagranicznymi związanymi z różnymi gatunkami muzycznymi (m.in. Pavol Hammel, Gábor Presser, Dežo Ursiny, Richard Müller, Peter Lipa, Marika Gombitová czy Robo Grigorov).

## Dyskografia[2]
- Baal (razem z Richardem Müllerem; 1989)
- Čo dom dal (1993)
- Andrej Šeban Band... (1997)
- Milión bohov (razem z Oskarem Rózsem i Marcelem Buntajem; 1999)
- Kamakura (razem z Oskarem Rózsaem i Marcelem Buntajem; 2000)
- Bezvetrie (2000)
- Spaceboys Polymusic (razem z Antonem Kubasákem; 2005)
- Sklony (2008)
- Šeban – Godár – Breiner – Kolkovič (razem z Vladimírem Godárem, Peterem Breinerem oraz Jozefem Kolkovičem; 2008)
- Časozber (2011)
- Improvizácie I. (2012)
- Bez slov (2012)
- Triplet (2019)
- Rock and Roll z Rači (2020)
- Zep Tepi (2021)

## Nagrody
- W 1997 roku otrzymał Krištáľové krídlo[3],